# Chisosa
Chisosa is een geslacht van spinnen uit de familie trilspinnen (Pholcidae).

## Soorten
Het geslacht kent de volgende soorten:
- Chisosa baja (Gertsch, 1982)
- Chisosa diluta (Gertsch & Mulaik, 1940)